# سیل آبان ۱۳۹۱ شمال ایران
سیل آبان ۱۳۹۱ شمال ایران در پی بارندگی از ۲۲ آبان در غرب استان مازندران به خصوص نوشهر و چالوس و طغیان رودهای ماشلک و گندآب‌رود جاری شد. پس از وقوع حادثه محمود مظفر رئیس سازمان امداد و نجات جمعیت هلال احمر از حضور ۲۵ گروه تخصصی امداد و نجات در منطقه سیلزده خبر داد.

## خسارات
نشت گاز ناشی از سیل سبب قطعی گاز در برخی نقاط سیل زده شد.میزان خسارت سیل در شهرستان‌های نوشهر و چالوس ۸۶ میلیارد تومان برآورد شد که سهم دو شهرستان نوشهر و چالوس ۴۳ میلیارد تومان شد. سیلاب‌های اخیر مازندران سبب نگرانی باغداران و هشدار کارشناسان میوه و تره‌بار نسبت به افزایش قیمت مرکبات شد.

## توجه ویژه رسانه‌ها به واقعه سیل
در حالیکه سیل مذکور هیچگونه تلفات جانی نداشت ولی مورد توجه رسانه‌ها قرار گرفت به طوریکه وبگاه خبرگزاری ایرنا دو هفته پس از سیل خبر سیل در غرب استان مازندران را با آب و تاب بیان کرد که اینگونه توجه به مسئله سیل غرب مازندران غیرمعمول بود.